# Surreal (canção)
"SURREAL" é o décimo sétimo single da cantora Ayumi Hamasaki lançado dia 27 de setembro de 2000, junto com o álbum Duty e o DVD Concert Tour 2000 Vol.1. O single alcançou o 1º lugar na Oricon. Foi usado como tema do comercial da the Takanoyuri Beauty Clinic "Koisuru Shirohada" (clínica de beleza). Foi certificado 2x platina pelas 417.210 cópias vendidas. 

## Faixas
| N.º            | Título                                         | Duração |  |
| 1.             | "Surreal (original mix)"                       | 4:44    |  |
| 2.             | "Duty (Eric Kupper Big Room Mix -Radio Edit-)" | 3:53    |  |
| 3.             | "Seasons (Bump & Flex Radio edit)"             | 3:41    |  |
| 4.             | "Duty (Under Lounge club Mix)"                 | 5:52    |  |
| 5.             | "Duty (nicely nice remix)"                     | 4:34    |  |
| 6.             | "Duty (Steppin' Dub mix)"                      | 5:27    |  |
| 7.             | "Duty (Sky Modulation Mix)"                    | 8:30    |  |
| 8.             | "Duty (Dub's mellowtech 002 Remix)"            | 8:41    |  |
| 9.             | "Duty (Genius Beat mix)"                       | 5:34    |  |
| 10.            | "Surreal (original Mix -instrumental-)"        | 4:42    |  |
| Duração total: | Duração total:                                 | 55:38   |  |

### Oricon & Vendas
| Parada                | Posição | Total de Vendas | Semanas |
| --------------------- | ------- | --------------- | ------- |
| Oricon Parada Diária  | 1       | 417.210         | 17      |
| Oricon Parada Semanal | 1       | 417.210         | 17      |
| Oricon Parada Anual   | 60      | 417.210         | 17      |